# Ossana
Ossana är en ort och kommun i provinsen Trento i regionen Trentino-Sydtyrolen i Italien. Kommunen hade 841 invånare (2018).